# E-Moneybags
Eric Smith (19 de novembro de 1969 - 16 de julho de 2001), mais conhecido pelo seu nome artístico E-Moneybags, foi um rapper estadunidense, nascido no Brooklyn. Durante a sua carreira, lançou somente um álbum, In E-Moneybags We Trust, ganhando uma mixtape em sua homenagem de DJ Kay Slay com freestyles e faixas inéditas.
Faleceu em 16 de julho de 2001 assassinado como uma resposta do The Supreme Team, de Kenneth McGriff, ao seu assassinato a Colbert Johnson, em dezembro de 1999. Junto a isto está relacionado o tráfico de drogas.

## Discografia
- In E-Moneybags We Trust (1999)